# Eau Claire (Wisconsin)
Eau Claire es una ciudad ubicada en el condado de Eau Claire en la parte oeste-central en el estado estadounidense de Wisconsin. En el Censo de 2010 tenía una población de 65.883 habitantes y una densidad poblacional de 744,94 personas por km². Es la sede de condado de Condado de Eau Claire,  aunque una pequeña parte de la ciudad se encuentra en el vecino condado de Chippewa. Eau Claire es la ciudad principal del área metropolitana de Eau Claire.
America's Promise ha nombrado a la ciudad como una de las 100 Mejores Comunidades para los Jóvenes en 2007. Eau Claire fue de las primeras ciudades del árbol en Wisconsin, después de haber sido reconocido como tal desde 1980.

## Origen de nombre
"Eau Claire" es la forma singular del nombre original en francés, "Eaux Claires", que significa "aguas claras", por el río Eau Claire. Según la leyenda local, el río fue llamado así porque los primeros exploradores franceses viajando por la lluvia enturbió río Chippewa, pasaron sobre el río Eau Claire, exclamaron con entusiasmo "Voici l'Eau Claire!" ("Aquí [es] el agua clara!"), el lema de la ciudad, que aparece en el sello de la ciudad.

## Geografía
Eau Claire se encuentra ubicada en las coordenadas 44°49′17″N 91°29′41″O / 44.82139, -91.49472. Según la Oficina del Censo de los Estados Unidos, Eau Claire tiene una superficie total de 88.44 km², de la cual 82.99 km² corresponden a tierra firme y (6.16%) 5.45 km² es agua.
La ciudad está situada en la periferia norte de la Zona Driftless.
La ciudad fue fundada cerca de la confluencia de los ríos Eau Claire y Chippewa de tres asentamientos separados. La sección principal del centro de la ciudad está en el sitio de la aldea original. Oeste Eau Claire, fundada en 1856, estaba al otro lado del río cerca de la corte del condado de hoy en día, e incorporado en 1872. Entre una milla y media y dos millas río abajo, el Shaw y Daniel Co. empresa maderera fundada Shawtown, que fue anexionada por la década de 1930. En la década de 1950, toda la ciudad se había extendido lo suficiente hacia el este para colindan Altoona.
El terreno de la ciudad se caracteriza por los valles fluviales, con pendientes pronunciadas que va desde el centro a las secciones del este y sur de la ciudad. Las tierras en las que el área urbana se encuentra actualmente en expansión son cada vez más accidentado.
Hay dos lagos en la ciudad, Dells Pond y Half Moon Lake. Dells Pond es un embalse creado por una presa hidroeléctrica, y se utilizó anteriormente como un conjunto de registros de explotación. Half Moon Lake es una cocha creado como parte del antiguo recorrido del río Chippewa.
| Month                            | Jan      | Feb      | Mar      | Apr      | May       | Jun       | Jul      | Aug      | Sep      | Oct      | Nov      | Dec      | Year       |
| -------------------------------- | -------- | -------- | -------- | -------- | --------- | --------- | -------- | -------- | -------- | -------- | -------- | -------- | ---------- |
| Avg high °F (°C)                 | 24 (-4)  | 27 (-2)  | 40 (4)   | 57 (13)  | 70 (21)   | 79 (26)   | 84 (28)  | 82 (27)  | 73 (22)  | 60 (15)  | 41 (5)   | 28 (-2)  | 55 (12)    |
| Avg low °F (°C)                  | 5 (-15)  | 7 (-13)  | 20 (-6)  | 34 (1)   | 46 (7)    | 56 (13)   | 61 (16)  | 58 (14)  | 50 (10)  | 39 (3)   | 25 (-3)  | 12 (-11) | 34 (1)     |
| Rainfall in inches (millimeters) | 1.1 (28) | 1.1 (28) | 1.8 (46) | 2.7 (69) | 4.0 (102) | 4.7 (119) | 3.4 (86) | 3.7 (94) | 3.6 (91) | 2.5 (64) | 1.7 (43) | 1.2 (30) | 31.5 (800) |
| Source: Weatherbase              |          |          |          |          |           |           |          |          |          |          |          |          |            |

## Demografía

### Población

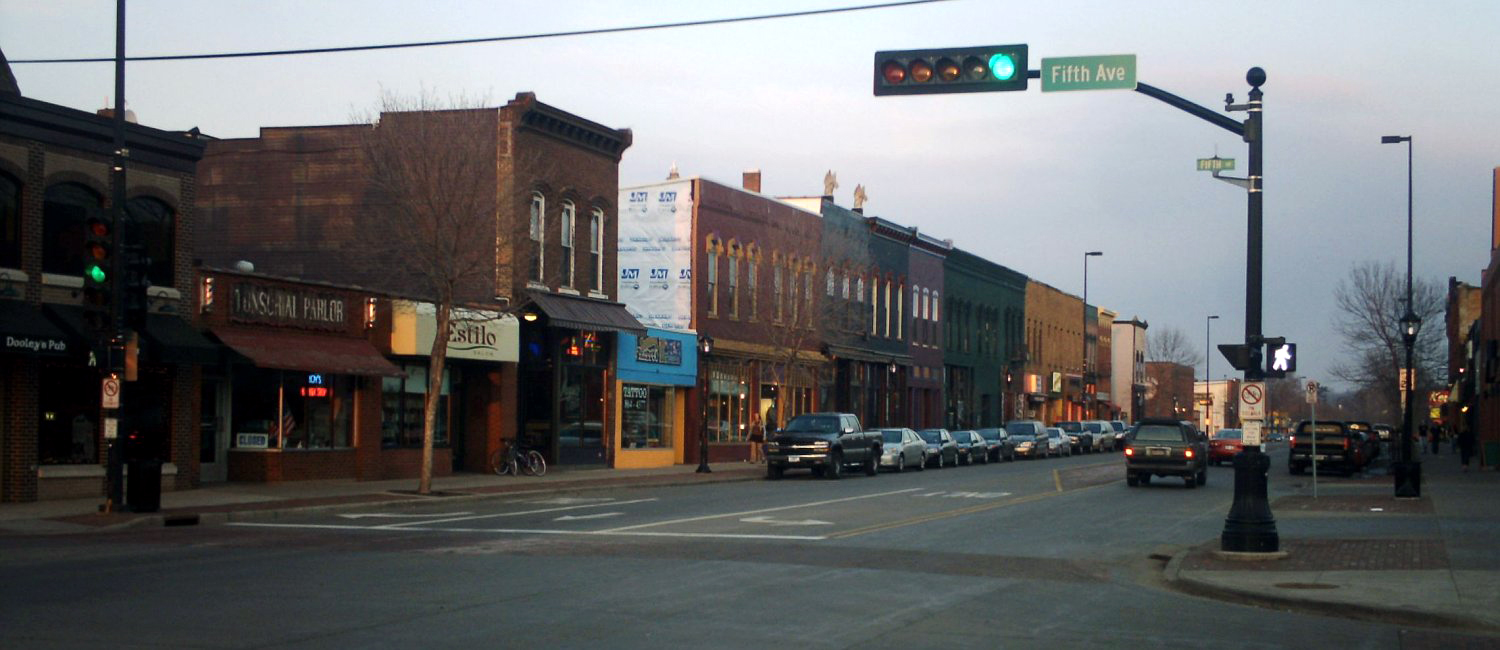
Water St.

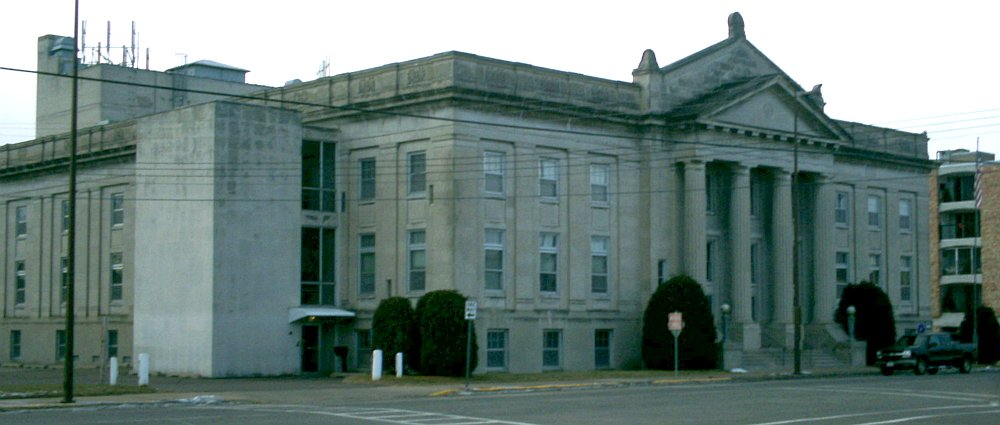
El Templo Masónico Eau Claire está en el Registro Nacional de Lugares Históricos.

Según el censo de 2010, había 65.883 personas residiendo en Eau Claire. La densidad de población era de 744,94 hab./km². De los 65.883 habitantes, Eau Claire estaba compuesto por el 91.41% blancos, el 1.14% eran afroamericanos, el 0.53% eran amerindios, el 4.57% eran asiáticos, el 0.04% eran isleños del Pacífico, el 0.54% eran de otras razas y el 1.76% pertenecían a dos o más razas. Del total de la población el 1.92% eran hispanos o latinos de cualquier raza.
En el censo de 2000, había 24.016 casas fuera de las cuales 27.7% tenían niños bajo la edad de 18 que vivían con ellos, el 44,4% son parejas casadas que viven juntas, 9.3% tenían un cabeza de familia femenino sin presencia del marido y 43.5% eran no-familias. 30,0% de todas las casas fueron compuestos de individuos y 10.5% tienen a alguna persona anciana de 65 años de edad o más. El tamaño medio de la casa era 2.38 y el tamaño medio de la familia era 2.99.
En la ciudad separaron la población hacia fuera con 21.6% bajo edad de 18 años, 22.1% a partir 18 a 24, 26.1% a partir 25 a 44, 18.2% de 45 a 64, y el 11,9% tiene más de 65 años de edad o más. La edad media fue de 29 años. Para cada 100 hembras había 90.7 varones. Por cada 100 mujeres mayores de 18 años, había 87,8 hombres.
La renta mediana para una casa en la ciudad era $ 36.399, y la renta mediana para una familia era $ 49.320. Los varones tenían una renta mediana de $ 32.503 contra $ 23.418 para las hembras. El ingreso per cápita para la ciudad era $ 18.230. Cerca de 5.5% de las familias y el 13,6% de la población estaban por debajo de la línea de pobreza, incluyendo 10.4% de los menores de 18 años y 7.4% de esos son mayores de 65 años.

### Área Metropolitana
Junto con las comunidades circundantes, el área metropolitana de Eau Claire tiene una población de 114.483 personas, según el censo de 2000. La ciudad constituye el núcleo de la zona metropolitana, que incluye todas las de Eau Claire y Chippewa Condados (compuesto de población de 2000: 148.337). Junto con el Menomonie Área estadística de Micropolitan (que incluye todas las de Dunn County) al oeste, el área metropolitana de Eau Claire, formas Eau la Oficina del Censo de Claire-Menomonie Área Estadística Metropolitana Consolidada, que tenía un consolidado de población de 2000 de 188.195. 2004 las estimaciones de población a cabo los dos condados de Eau Claire-Chippewa población metropolitana caídas en 155.680, y la ampliación del Eau Claire-Menomonie CMSA población en 197.417.

## Gobierno

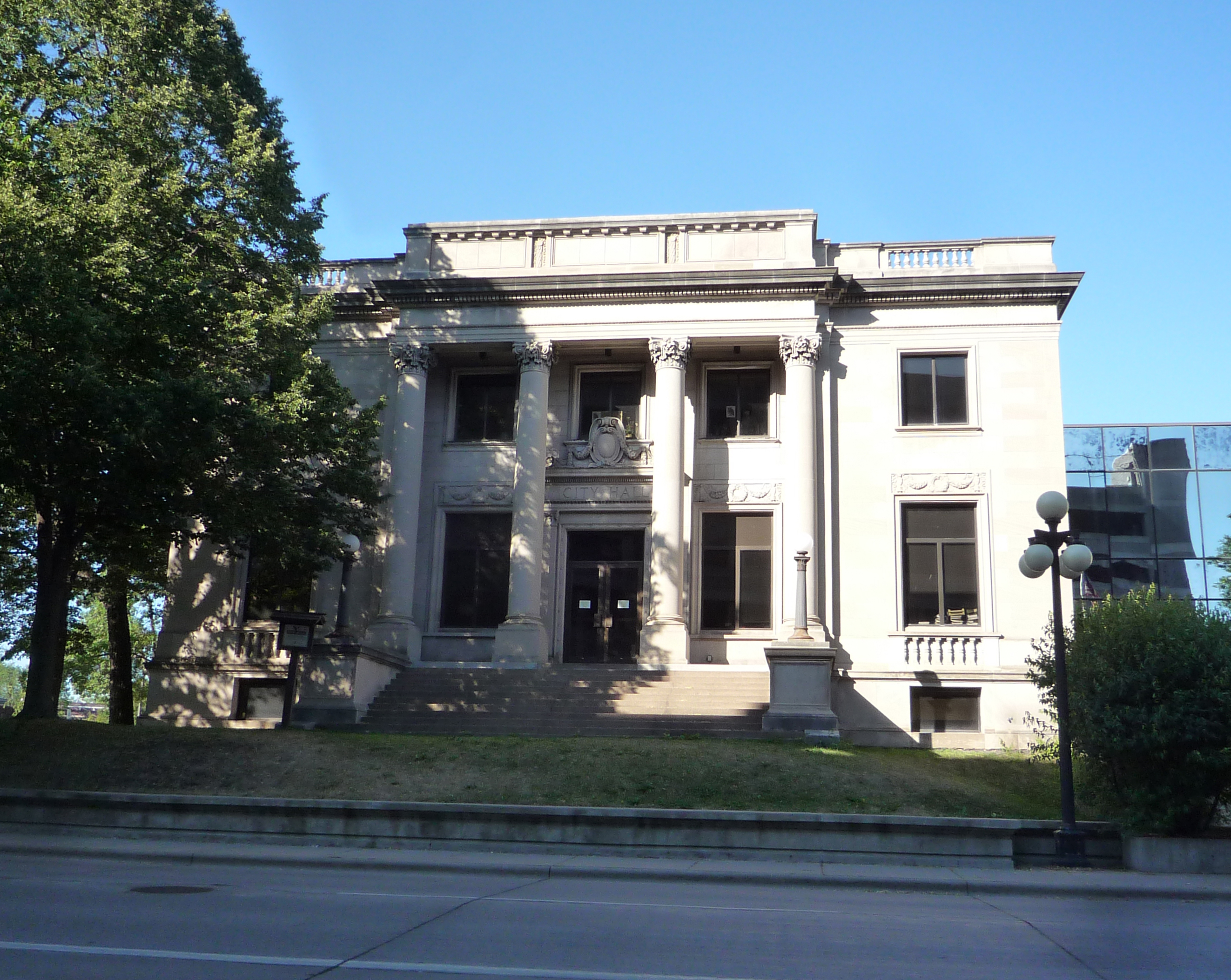
Ayuntamiento se encuentra en la Registro Nacional de Lugares Históricos.

Desde el cambio de un sistema de alcaldes en 1948, Eau Claire ha tenido una forma de la ciudad-gerente del consejo municipal de gobierno. El Eau Claire Ayuntamiento se compone actualmente de cinco miembros elegidos de los distritos, en general de toda la ciudad cinco años, y un presidente de consejo municipal electo que también es elegido en general. La Ciudad de Eau Claire Consejo se reúne en el Ayuntamiento, en el centro de Eau Claire.
Cinco de los miembros del consejo son elegidos en años impares a partir de los cinco distritos diferentes concejales en Eau Claire. Otros cinco miembros del consejo en general son elegidos en años pares por Eau Claire residentes.
Desde Eau Claire no tiene alcalde, Ciudad de Eau Claire Presidentes del Consejo son elegidos en general para servir como jefe del consejo. Ellos son elegidos en años impares.

## Economía

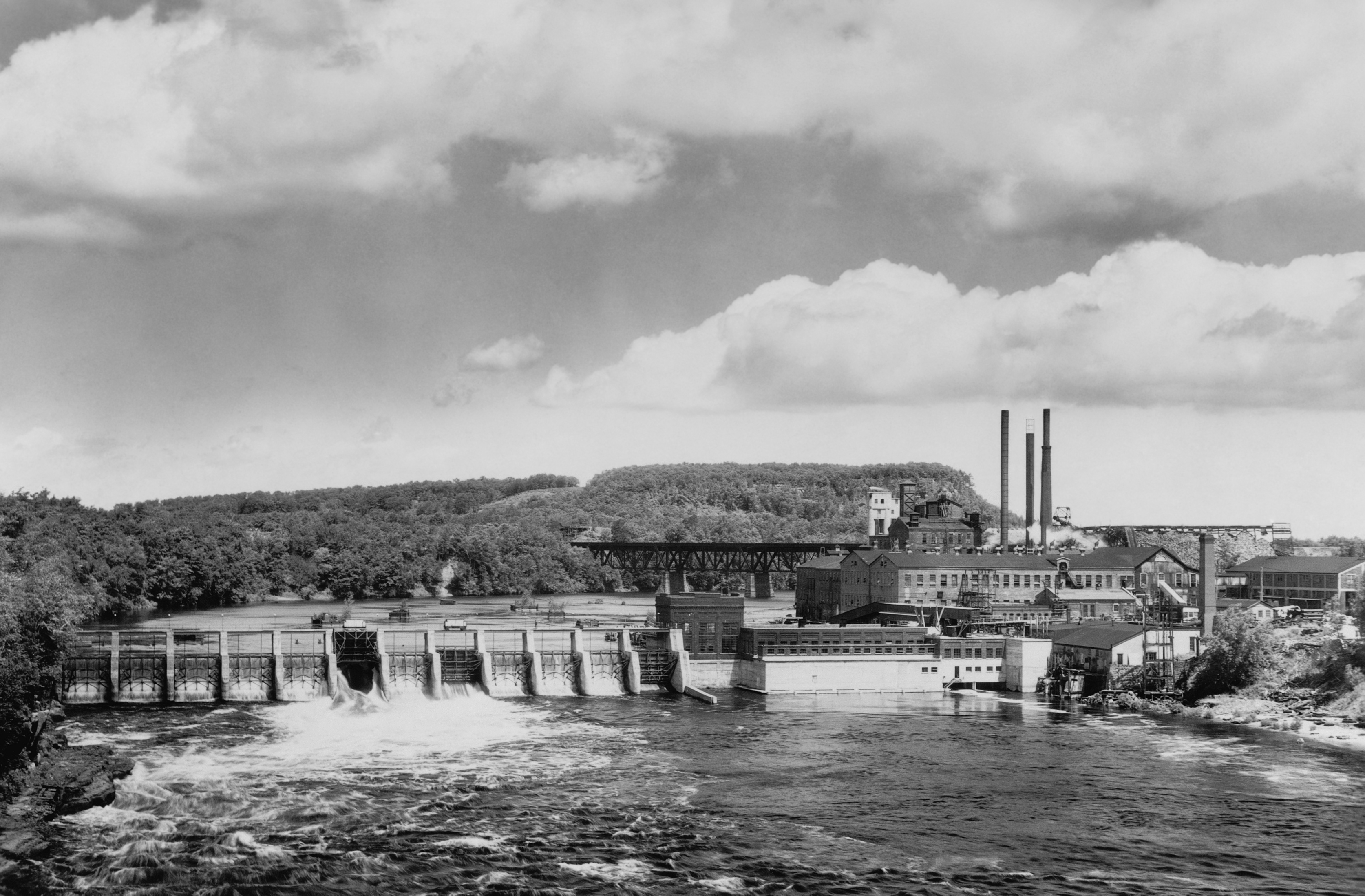
El Eau Claire fábrica de papel, alrededor de 1890-1940. Tanto la presa y el molino seguir funcionando.

La industria maderera hizo que Eau Claire creciera a lo largo del siglo XIX. En su momento, llegó a haber 22 aserraderos operando en la ciudad.
Debido a la pérdida de varios miles de puestos de trabajo en la década de 1990 (por culpa del cierre de la planta local de neumáticos Uniroyal), la economía de la ciudad sufrió un duro golpe, pero se recuperó gracias a la apertura de un cierto número de plantas dedicadas a la construcción de equipos informáticos, tales como Hutchinson Technology. También se abrió aquí IDEXX Computer Systems, una división de los Laboratorios IDEXX.
En Eau Claire tienen su sede varias empresas nacionales y regionales, tales como Cascades Tissues Group, Menards, National Presto Industries, Inc., Midwest Manufacturing, o Erbert y Gerberto.
La atención sanitaria y la educación son también sectores que general muchos empleos en Eau Claire.

## Transporte

### Aeropuertos
Eau Claire es servida por el Chippewa Valley Regional Airport.

### De transporte masivo
- Eau Claire Tránsito líneas de autobús

### Principales carreteras
- Interestatal 94
- U.S. Route 12 ("Clairemont Avenue")
- U.S. Route 53 ("The Bypass")
- Business US-53 ("Hastings Way")
- Highway 29 (Bordea Eau Claire hacia el norte)
- Highway 37 ("Hendrickson Drive")
- Highway 85 (Termina en Wis. 37 justo a las afueras de Eau Claire)
- Highway 93
- Highway 124 (cortada en 2006, ahora termina en Lake Hallie)
- Highway 312 (señalizada como "North Crossing")

## Educación

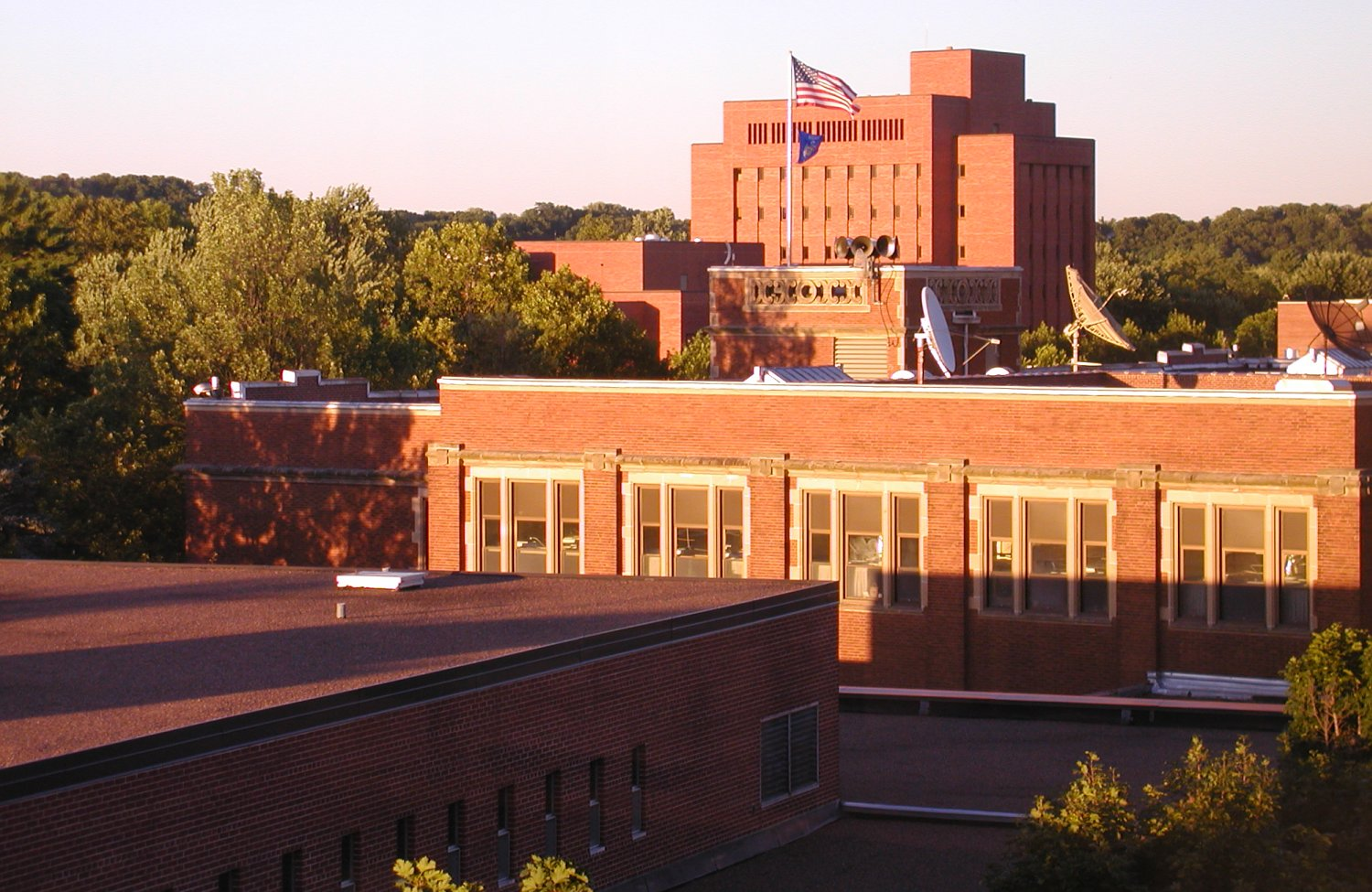
La Universidad de Wisconsin–Eau Claire

En Eau Claire hay dos universidades públicas (la Universidad de Wisconsin-Eau Claire y el Chippewa Valley Technical College) y dos universidades privadas (el Immanuel Lutheran College y un campus de la Escuela Universitaria Globo/Minnesota de Negocios).
Eau Claire tiene dos escuelas secundarias públicas en el Eau Claire Distrito Escolar del Área: Memorial High School y North High School. Dos escuelas charter pública existen en Eau Claire: McKinley Charter School, una escuela no tradicional que sirve a 120 estudiantes; y Tecnología Charter School, una escuela no tradicional que sirve 193 estudiantes. Eau Claire también tiene dos escuelas privadas de alta: Católica Regis High School y Emmanuel Lutheran High School.

### Televisión
Nielson Investigación de Mercados listas de Eau Claire/La Crosse como la 127 más grande área de mercado de la televisión. Las emisoras que sirve a la zona son:
- WKBT, Channel 8 (CBS, La Crosse)
- WEAU, Channel 13 (NBC)
- WQOW, Channel 18 (ABC)
- WHWC, Channel 28 (PBS, Menomonie)
- WEUX, Channel 48 (Fox).

### Escena de la música local

El Sarge Boyd Bandshell en Owen Park aparece en el Registro Nacional de Lugares Históricos. Construido en 1938 para exhibir la Banda Municipal de Eau Claire, sigue siendo el lugar de primera en la ciudad para la actuación al aire libre.

El Valle Chippewa, sobre todo Eau Claire, ha generado un gran número de bandas indie respetada a nivel nacional. Grupos como Bon Iver, Laarks, Megafaun, Peter Wolf Crier y S. Carey han logrado diferentes niveles de éxito nacional e internacional. Otros grupos, tales como Daredevil Christopher Wright, Farms, Papá de Vacaciones, y Rose Adelyn también han recibido atención favorable en el escenario nacional.
Eau Claire, en Wisconsin, tiene también uno de los mejores programas de jazz de Estados Unidos. Su conjunto de jazz superior universitaria ha sido galardonado con la trayectoria y prestigio "DownBeat Premio Magazine" al mejor conjunto de jazz en la universidad de la nación en seis ocasiones, siendo la más reciente en 2010. La comunidad también acoge el Festival de Jazz de Eau Claire, que ha estado en existencia desde 1968.
Los destinos más populares de música en vivo en el Valle Chippewa son: El Teatro del Estado, El Gran Teatro Pequeño, La Casa del Rock, Casa de Té Infinitea, La Ratonera, La Cabaña (UWEC Campus), Higherground (UWEC Campus), Skate América de Hoffy, y el Sarge Boyd Bandshell en Owen Park, donde la Banda Municipal de Eau Claire presenta entretenimiento libre orientado a la familia durante todo el verano.
En 2006, durante un concierto en Milwaukee, Wisconsin, Bob Seger reveló que él había escrito la canción "Turn the Page" en una habitación de hotel en Eau Claire, Wisconsin.
Country Jam USA se formó en Eau Claire en 1987. En 1990, la primera Country Jam se llevó a cabo en Eau Claire y, a menudo atrae a los visitantes en los meses de verano.

### Artes Escénicas
Eau Claire tiene una actividad teatral modesta pero activa. Aunque ningún grupo de teatro profesional tienen su sede en los teatros de la zona, las compañías de aficionados tienen una presencia significativa, siendo los más visibles los Chippewa Valley Guild Theatre y el Teatro La Eau Claire para niños. Además, la Universidad de Wisconsin-Eau Claire tiene un sólido programa de teatro, espectáculos profesionales y, aunque viaja con frecuencia, siempre hace escala en la ciudad. El Teatro Nacional es el principal foro para las artes escénicas, aunque tanto el Chippewa Valley Guild Theatre como el Teatro La Eau Claire para niños han establecido recientemente sus propios espacios independientes, en 2006 y 2010, respectivamente.

## Recreación
Hay varios parques grandes en la ciudad: el Owen Park, a lo largo del río Chippewa, cuenta con una gran concha acústica donde se celebran conciertos al aire libre durante todo el verano; el Putnam Park, que sigue el curso de Putnam Creek y Little Creek Niagara al este del campus UWEC; el Carson Park, situado en medio de una cocha; y el Parque de Phoenix, levantado en el emplazamiento de la antigua planta de Phoenix de acero, en la confluencia de los ríos Eau Claire y Chippewa. Phoenix Park acoge un mercado semanal de agricultores, así como conciertos al aire libre durante los meses de verano. Riverview Park es también un destino veraniego, con su piscina comunitaria, así como con un embarcadero para barcos locales. Este parque dispone de zonas de pícnic y parrillas, así como de baños públicos.
La Ciudad de Eau Claire también opera la piscina pública de Fairfax, y Hobbs Centro Municipal de Hielo, un centro de hielo cubierta.
Eau Claire está a la cabeza de los Chippewa River Trail, una pista de ciclismo y actividades recreativas que sigue el curso inferior del río Chippewa.